# El Guerdane
El Guerdane (arabiska: الكردان) är en stad i Marocko. Den ligger i provinsen Taroudannt och regionen Souss-Massa, 500 km söder om huvudstaden Rabat. Antalet invånare var 12 313 vid folkräkningen 2014.